# معركة تيزي وزو (1845)
معركة تيزي وزو أو معركة بوخالفة أو معركة رجاونة في يونيو 1845م شملت الأرجاء الشرقية لمدينة الجزائر حول مدينة تيزي وزو.

## المعركة
شارك الجنرال «جان فرانسوا جنتيل» في معركة مع القبائل في منطقة برج تيزي وزو خلال شهر يونيو 1845م.
ذلك أن الآغا السابق للأمير عبد القادر لدى «قبيلة عمراوة» المدعو «بلقاسم أوقاسي» مع الخليفة أحمد بن سالم قد حاولا خلال شهر مارس 1845م استنهاض التمرد لدى كل القبائل المحيطة بواد سيباو القريب من برج تيزي وزو في جبل رجاونة من أجل استرجاع نفوذهما على المنطقة، ومبشرين القبائل بقرب قدوم الأمير عبد القادر بعد انتصاراته الباهرة في منطقة الغرب الجزائري.
فقامت بعض بطون «آيث إيراثن» و«آيث فراوسن» و«آيث جناد» بتلبية نداء «بلقاسم أوقاسي» وأحمد بن سالم من أجل طرد القياد الذين نصبتهم فرنسا في المنطقة.
إلا أن أعوان الاحتلال الفرنسي جمعوا حشودهم من الجنود العملاء منذ الوهلة الأولى من التمرد وتحصنوا في «برج تيزي وزو» في جبل رجاونة وأرسلوا إلى مدينة الجزائر من يخبر الحاكم العام بالوضعية الحرجة التي هم عليها.
فبادر «الجنرال دي بار» (بالفرنسية: De Bar)‏ بإرسال حوالي 200 فارس، يشرف عليهم «قائد منطقة يسر»، إلى تيزي وزو من أجل دعم «القياد المعينين» لصد هجوم المقاومين القبائل.
وتبع هذا الدعم قدوم كوكبة أخرى من الفرسان الذين أرسلهم «قائد منطقة الخشنة» المدعو «القايد العربي» لدعم حامية تيزي وزو.
وتم التحام الجيشين، المقاومون من جهة وأعوان فرنسا من جهة أخرى، في منطقة «أولاد بوخليفة» (بوخالفة) في بداية شهر يونيو 1845م أين انهزم «بلقاسم أوقاسي» وأحمد بن سالم مع المقاومين القبائل الذين كانوا معهما.
وكانت خسائر المقاومين متمثلة في بعض القتلى، ودفعهم ذلك إلى التخلي عن «بلقاسم أوقاسي» وخليفته خاصة بعدما علموا ولمحوا مخيم الجنرال «جان فرانسوا جنتيل» الذي أقبل لدعم أعوان الاحتلال في تيزي وزو.
فتدعمت قيادة حلفاء فرنسا في المنطقة بعد قدوم الجنرال «جان فرانسوا جنتيل»، وكان استسلام «فليسة أومليل» وتحالف قائدها الآغا «بن زعموم» مع الفرنسيين إيذانا ببسط النفوذ الفرنسي في كامل فضاء القبائل المنخفضة.